# ブッシュマンウサギ
ブッシュマンウサギ（学名：Bunolagus monticularis）は、ウサギ科ブッシュマンウサギ属に分類されるウサギ。本種のみでブッシュマンウサギ属を形成する。

## 分布
南アフリカ共和国（西ケープ州）固有種

## 形態
体長43cm。尾長9.2cm。背面は赤褐色の体毛で覆われる。耳介の基部から下顎にかけて黒い筋模様が入る。尾は腹面も含めて褐色の体毛で覆われる。
耳介は長く、長さは7-11.6cm。上顎の臼歯は左右に6本ずつある。
出産直後の幼獣には体毛がない。

## 生態
河川の周辺にある藪地に生息し、英名（riverine=川辺）の由来になっている。群れは形成せず単独で生活する。オスは約21ヘクタール、メスは約13ヘクタールの範囲で行動する。夜行性。
食性は植物食で、草を食べる。
繁殖形態は胎生。8-翌5月に繁殖用の巣穴で1回に1頭（まれに2頭）の幼獣を産む。

## 人間との関係
開発による生息地の破壊などにより生息数は激減している。西ケープ州では法的に保護の対象とされ、狩猟や捕獲が禁止されている。生息地の調査や、生息地の住民に保護の重要性を説明するなどの対策が行われている。また飼育下で繁殖させた個体を再導入する試みが進められている。